# استیو گوتنبرگ
استیو گوتنبرگ (انگلیسی: Steve Guttenberg؛ زاده ۲۴ اوت ۱۹۵۸) یک هنرپیشه اهل ایالات متحده آمریکا است.
از فیلم‌ها یا برنامه‌های تلویزیونی که وی در آن نقش داشته است می‌توان به پیله، پی‌نوشت گربه‌ات مرده، خانه‌ای برای تعطیلات، دانشکده پلیس، دانشکده پلیس ۲، دانشکده پلیس ۳ و دانشکده پلیس ۴، ارواح والا، پای هر دو گیر است، زنان آمازون در ماه اشاره کرد.